# Oberwellenfilter
Als Oberwellenfilter werden überwiegend in der Nachrichtentechnik elektrische Schaltungen bezeichnet, die unerwünschte Oberwellen ab der 2. Harmonischen aus einem elektrischen Signal herausfiltern. 
Unerwünschte Oberwellen entstehen durch Nichtlinearitäten in elektronischen Schaltungen, zum Beispiel in elektronischen Mischern und bei der Signalverarbeitung und Signalübertragung.
Oberwellenfilter werden als Tiefpassfilter realisiert. Durch Oberwellenfilter kann der Klirrfaktor eines Signals reduziert werden.

## Begriff
In der Energietechnik wird fast ausschließlich der Begriff Oberschwingung für die höheren Harmonischen verwendet und dementsprechend der Begriff Oberschwingungsfilter. Einige Autoren und Übersetzer verwenden den Begriff Oberschwingung auch im Bereich der Nachrichtentechnik, jedoch nicht den Begriff Oberschwingungsfilter.